# キューティーブロンズ
キューティーブロンズは、吉本興業で活動していたお笑いコンビ。東京NSC12期生。2007年結成。2020年3月解散。元よしもと青森県住みます芸人。

## メンバー
先川 栄蔵（せんかわ えいぞう、1982年11月22日（42歳）- ）
- ツッコミ担当。立ち位置は向かって右。
- 東京都世田谷区出身。
- 身長180cm、体重68kg。血液型はB型[1]。
- 趣味はブレイクダンス。
- こさぶろう曰く、クールな奴らしい。
- 最近ではダテメガネをかけて舞台に立つことが多い。
- 芸人からの愛称は「先（せん）ちゃん」。
- 先輩芸人の天狗・横山裕之を尊敬している。
- コンビ解散後は、ピン芸人「先川栄蔵」として住みます芸人を継続した。
- 2021年3月31日をもって吉本興業を退所し、青森に個人事務所を設立して独立。青森でのタレント活動は継続すると発表した[2]。

こさぶろう（本名：野崎 小三郎｛のざき こさぶろう｝、1979年3月15日（46歳）- ）
- ボケ担当。立ち位置は向かって左。
- 青森県弘前市出身。
- 身長174cm、体重105kg。血液型はA型[1]。
- 趣味はオカリナ演奏、歌唱、口笛、腹芸。
- 青森県立弘前高等学校、東海大学教養学部国際学科出身。シソンヌ・じろうは高校の同級生で仲が良い。
- 芸人からの愛称は「こさぶ」、「こさぶさん」。
- 実家は5件のホテルを経営する資産家で、親の仕事関係のある会社で不要書類をシュレッダーにかけるアルバイトをしている[3]。また、子供の頃に落書き帳に何となく書いた絵を元にしたビルが本当に建ったという[4]。
- かつて「風の小三郎」名義で、エンタの神様に出演したことがあり、過去に歌手活動もしていた。
- オカリナの吹奏が得意で、コントでも度々オカリナを使用している。愛用のオカリナは、アケタオカリーナのピッコロ[5]。
- 2019年12月17日、ATVのわっち内で2020年3月末での引退を発表した。その後は実家の関連会社である不動産会社に入社[6]。
- 2023年4月8日、同年6月4日投開票の青森市長選挙に出馬表明し34119票を獲得したが次点に終わった[7][8][9][10]。

## 略歴
2007年結成。東京NSC12期生。同期に渡辺直美、御茶ノ水男子、ジャングルポケットがいる。
2011年、吉本ネタネットワーク（ＹＮＮ・あなたの街に住みますプロジェクト）の企画により、青森県の住みます芸人として、青森市内に居住して活動。
2011年10月7日、「十和田奥入瀬観光大使」に任命される。同年12月12日には「青森市観光大使」に任命された。
2019年12月17日、兼ねてから出演していた青森テレビの番組わっち!!の放送内にて、こさぶろうが2020年3月をもって引退する事を発表。翌年3月いっぱいでキューティーブロンズを解散した。解散後は先川がピン芸人として住みます芸人を継続したが、2021年3月31日をもって先川が吉本興業を退所。個人事務所を設立して青森での活動を続ける。

## 賞レース戦績
- 2007年M-1グランプリ3回戦進出
- 2008年M-1グランプリ3回戦進出
- 2009年M-1グランプリ3回戦進出
- 2015年M-1グランプリ2回戦進出
- 2016年M-1グランプリ2回戦進出
- 2017年M-1グランプリ2回戦進出
- 2018年M-1グランプリ2回戦進出
- 2019年M-1グランプリ1回戦通過

## 出演番組

### テレビ
- おしゃべりハウス（青森テレビ、2012年4月2日 - 2015年3月、月曜日→水曜日レギュラー）
- わっち!!（青森テレビ、2015年4月6日 - 先川→メイン司会[14] こさぶろう→中継担当）
- 夢はここから生放送 ハッピィ（青森朝日放送、2013年4月20日 - 2015年3月28日・2020年3月28日、「ハッピィぐるめ」のコーナー担当・2020年3月は「ハッピィぐるめ」に加え、スタジオにも出演した。なお、先川のみ、「県産珍品ハンター」担当で、事実上番組に復帰した。）
- 夢はここから深夜放送 ラッキー（青森朝日放送。2015年4月10日 -、レギュラー）
- エンタの神様（日本テレビ）※こさぶろうのみ、風の小三郎名義で出演。キャッチコピーは「青森オカリナ詩情(ものがたり)」
- あらびき団（TBS）
- 笑う妖精（テレビ朝日）※こさぶろうのみ
- MMM（日本テレビ）
- おはスタ（テレビ東京、2008年1月28日）
- 5LDK（フジテレビ、2010年1月7日）
- ぐるぐるナインティナイン（日本テレビ、2010年5月13日）※こさぶろうのみ
- 新婚さんいらっしゃい!（ABC制作・テレビ朝日系列2016年6月19日）※こさぶろうのみ新婚さんで出演。

### ラジオ
- ゴゴナビ!!（エフエムアップルウェーブ、月曜日）
- フォーチュン☆Radio（G.Radio、火曜日）